# Drăcșenei
Drăcșenei là một xã thuộc hạt Teleorman, România. Dân số thời điểm năm 2002 là 3726 người.